# Andrej Linde
Andrej Dmitrijevitj Linde, ryska: Андрей Дмитриевич Линде, även känd som Andrei Linde, född 2 mars 1948 i Moskva, Sovjetunionen, är en teoretisk fysiker verksam som professor i fysik vid Stanford University i Kalifornien. Linde är mest känd för sina insatser inom inflationistisk kosmologi.

## Biografi
Linde studerade fysik vid Lomonosovuniversitetet i Moskva från 1966 till 1971. Därefter arbetade han på Lebedevinstitutet, där han fick sin ryska doktorstitel 1975 och blev professor där till 1985. Under 1989–1990 arbetade han vid CERN, och hamnade därefter på Stanford University. Där finns även hans hustru, teoretiska fysikern Renata Kallosj. Paret har två söner, Dmitrij och Aleksander.
Enligt Lindes huvudspår om "evig kaotisk inflation", blåses universums falska vakuum upp i en evig exponentiell tillväxt, som drivs av mörk energi eller kosmologiska konstantens repulsiva natur och negativa tryck.

## Utmärkelser
- 2001 Oskar Klein-medaljen
- 2002 Delade Dirac-priset med Alan Guth och Paul Steinhardt
- 2004 Delade Gruber-priset för kosmologi med Alan Guth
- 2012 blev han en av de första pristagarna[9] av Priset för grundläggande fysik[10][11]